# Norska gränsfästningarna
Norska gränsfästningarna, eller gränsfästningarna, som var en vedertagen benämning, avser dels de befästningar som norrmännen i början av 1900-talet nybyggde strax innanför gränsen mot Sverige, dels Fredriksten och, fastän mindre egentligt, det längre innanför gränsen liggande Kongsvinger, vilka båda äldre fästningar samtidigt förstärktes. Gränsfästningarnas uppgift skulle vara att trygga de norska stridskrafternas mobilisering och uppmarsch bakom Glomma. De delades i fyra grupper: Fredrikstensgruppen, som omfattade Hjelmkollenfästet vid Svinesunds färjställe, Fredriksten (det s.k. Hovedfortet) med de detacherade verken Gyldenløve och Overbjerget samt det vid Femsjøen liggande Vedenbatteriet; Ørjegruppen, bestående av de båda bakom passet mellan Ørjesjøen och Øymarksjøen liggande Ørje- och Lihammerverken samt Rødenesverket vid Kroksunds färjställe; Urskogsgruppen, som kom att utgöras av endast Dingsrud- eller Urskogfästet; och Kongsvingergruppen, omfattande Kongsvinger samt de bakom denna fästning nybyggda verken på Vardåsen och Gullbekkåsen jämte en del infanterivärn.
I enlighet med Karlstadskonventionen mellan Sverige och Norge 26 oktober 1905 lades samtliga dessa befästningar ned med undantag av Fredriksten, där endast nyanläggningarna slopades och underhåll i fortifikatoriskt syfte inte medgavs, och Kongsvinger, som inte fick utvidgas. För placering av den från gränsfästningarna bortförda krigsmaterielen, särskilt bestyckningen och pansarkonstruktionerna, beviljade 1906 års storting 1 076 000 kr.

## Artikelursprung
- Gränsfästningarna i Nordisk familjebok (andra upplagan, 1909)